# Форчън (списание)
„Fortune“ е американско бизнес списание, издавано от Time Inc.
Излиза два пъти месечно от 1930 г. Известно е със своите класации на най-мощните световни и американски компании – съответно Форчън Глобал 500 и Fortune 500. Най-големият конкурент на изданието е сп. „Forbes“.